# Socpresse
La Socpresse était un important groupe de presse français. C'était jusqu'en 2005 l'une des deux branches du groupe Hersant, l'autre étant France Antilles. Très secret (discret, d’après le chroniqueurs de la rubrique du bien parler du Figaro), le quatrième groupe de presse français ne publiait pas son chiffre d'affaires et son organisation était discrète,. Son fleuron était le premier quotidien national français, Le Figaro.

## Histoire

### Origines
Le groupe est fondé à partir de 1950 avec la création de L'Auto-Journal, puis de L'Oise-Matin en 1952. Il a longtemps été dirigé par Yves de Chaisemartin, et était avec France Antilles l'une des deux composantes du groupe Hersant. France Antilles est devenu le groupe Hersant Média, qui a appartenu à ses héritiers jusqu'à sa liquidation le 15 juin 2020.

### Rachats et participations dansLe Figaro, Groupe Rossel,La Provence
Le groupe Socpresse a racheté de grands quotidiens prestigieux à Paris (France-Soir et Le Figaro), et en province (L'Aisne nouvelle, L'Ardennais, Le Courrier de l'Ouest, L'Est-Éclair, Libération Champagne, Paris-Normandie, L'Union de Reims, La Voix du Nord), puis des titres en Guadeloupe, Guyane, Martinique, Nouvelle-Calédonie, La Réunion, Polynésie (France Antilles), soit environ 70 quotidiens,, ainsi qu'un groupe de petits hebdomadaire en Normandie et en Savoie.
En 1987, Hersant acquiert 40 % du Groupe Rossel, éditeur du grand quotidien belge Le Soir. Le groupe Rossel entre en 2000 au capital du Groupe La Voix qui édite La Voix du Nord. 
En 2002, Hersant rachète à Hachette Filipacchi Médias (Lagardère SCA) d'Arnaud Lagardère les quotidiens régionaux La Provence, Var-Matin, Nice-Matin et Corse-Matin.
Robert Hersant décède en 1996. En juin 1999, le groupe d'investissement américain Carlyle prend une participation de 4,9 % du capital du Figaro Holding (Socpresse). La Socpresse est valorisée à 1,8 milliard d'euros en janvier 2002. En septembre 2002, la Socpresse acquiert les groupes Express-Expansion et L'Étudiant auprès de Vivendi. 
En août 2002, Serge Dassault fait une entrée au capital de la Socpresse à hauteur de 30 % dans la filiale du groupe Hersant. Le groupe affichait en 2004 un chiffre d'affaires de 1,45 milliard d’euros et employait 8 700 personnes, sans compter les groupes Express-Expansion et L’Étudiant. Serge Dassault qui détenait déjà 30 % du capital convainc les héritiers de rompre le pacte d'actionnaires : c'est la cession du groupe Hersant.

### 2004: vente au groupe Dassault puis fin de la Socpresse
Le 11 mars 2004, la Socpresse est vendue à Dassault. 
Jusqu'en septembre 2006, le groupe Dassault détient 87 % du capital, les restant 13 % le sont par Aude Ruettard, petite-fille de Robert Hersant. Après rachat des parts détenues par de cette dernière, le groupe Dassault fut propriétaire de la totalité de Socpresse.
À partir de l'arrivée de Serge Dassault, le groupe Socpresse se démantèle complètement, se désengageant du secteur de la presse quotidienne régionale et de la presse magazine, mettant ainsi un terme à l'« empire » fondé par Robert Hersant.  
En 2005, la Socpresse vend les 40 % détenus depuis 1987 dans le Groupe Rossel et les 40 % détenus dans Les Journaux de l'Ouest via Loire Océan communication décembre 2005 au groupe SIPA - Ouest-France, puis en 2006 il cède au groupe belge Roularta le Groupe Express-Expansion et L'Étudiant. La Vie financière est cédé par la suite au britannique MoneyWeek avant de disparaitre en 2011. 
Entre 2005 et 2006, le siège du groupe, les rédactions du Figaro, du Figaro Magazine, de Madame Figaro ainsi que la régie Publiprint (devenue Figaro Média) quittent le siège depuis 1975 au 37, rue du Louvre (Paris 2e) pour emménager au 14, boulevard Haussmann (Paris 9e). 
La société Socpresse devient officiellement Dassault Média (Groupe Figaro) en juin 2011,.

## Activités, puis cessions

### Figaro Holding
4,9 % de cette holding sont détenus à partir de juin 1999 par Carlyle, puis Socpresse retrouve 100 % du capital en 2004 comprenant :
- Le Figaro
- Le Figaro Magazine
- Madame Figaro
- Publiprint (régie publicitaire qui deviendra Figaro Média)
- Indicateur Bertrand[6]

Il devient le Groupe Figaro en 2005.

### Pôle «Presse quotidienne régionale»
Jusqu'à sa revente par section en 2005/2006, le pôle « Presse quotidienne régionale » était dirigé par Michel Nozière (septembre 2004-2006) et comprenait :
- Le pôle Ouest, détenu à 100 % puis à 40 % via Loire Océan Communication[6] (CA 80 millions d'euros), qui comprenait : 
  - les quotidiens Le Courrier de l'Ouest (détenu à 80,3 %[6]) (Angers), Le Maine libre (Le Mans) et Presse-Océan/L'Éclair ** Vendée-Matin (Nantes)
  - l'hebdomadaire Hebdo Vendée (via Le Courrier de l'Ouest, depuis intégré à Publihebdos)
  - les chaînes de télévision locales Nantes 7 (via Presse-Océan qui en détient 49 %[6]) et Angers 7 (via Le Courrier de l'Ouest qui en détient 78 %).
  - le Football Club Nantes Atlantique (FCNA)[1].

Le pôle est cédé en décembre 2005 au Groupe SIPA - Ouest-France, déjà coactionnaire. 
- Le pôle Bourgogne-Rhône-Alpes / Delaroche, comprenait : 
  - les quotidiens : Le Progrès - la Tribune (Lyon), Le Dauphiné libéré (Grenoble), Le Bien public (Dijon), Le Journal de Saône-et-Loire (Chalon-sur-Saône).
  - l'hebdomadaire L'Essor (via Le Progrès, depuis cédé à Riccobono Presse)
  - le mensuel Lyon Capitale (via Le Progrès, cédé en septembre 2005 Evolem, Bruno Rousset (April)[15] puis depuis en avril 2008 à Fiducial[16])
  - la chaîne de télévision locale Télé Lyon Métropole (via Le Progrès, depuis cédé à OL Groupe)

Il est cédé à France Est Médias (Groupe Est Républicain) en février 2006, avant d'être lui-même racheté par le Crédit mutuel en juin 2009.
- Le pôle Nord comprenait :
  - le groupe belge Groupe Rossel (détenu à 40 %[6]) (CA 194 millions d'euros), qui contrôle Le Soir (Bruxelles) et le groupe belge Sudpresse (six quotidiens régionaux) également actionnaire du Groupe La Voix (67,6 % Socpresse, 32,4 % Rossel) : 
    - le Groupe La Voix (détenu à 67,6 %), qui comprenait les quotidiens La Voix du Nord et son supplément et La Voix des Sports (Lille), Nord Éclair (Lille), La Voix de l'Aisne, Nord Littoral, Le Courrier picard (Amiens).

  - le groupe audiovisuel locale Nep TV (Cercle Bleu, Internep, C9 Télévision), Telmédia (multimédia), Meura (marketing), G et B (affichage)
  - le pôle « Presse Flamande », dirigé par Antoine Bedoy, contrôle les quotidiens et hebdomadaires : Le Phare Dunkerquois (Dunkerque), L'Indicateur des Flandres (Dunkerque), Le Journal des Flandres (Dunkerque), L'Écho de la Lys (Aire-sur-la-Lys), La Semaine dans le Boulonnais (Boulogne-sur-Mer), L'Indépendant du Pas-de-Calais (Longuenesse) et L'Avenir de l'Artois.
  - Le pôle « Presse Alpes-Jura / Sepraj », qui comprenait les hebdomadaires : Le Messager de Thonon (Thonon-les-Bains.), L'Essor Savoyard (Thonon-les-Bains), La Savoie (Thonon-les-Bains), Le Pays Gessien, La Tribune républicaine (Bellegarde-sur-Valserine) et L'Indépendant du Haut-Jura (Morez), Le Courrier de Saint-Claude.

Il est cédé en février 2006 au groupe belge Groupe Rossel, déjà coactionnaire, intégrés au Groupe La Voix.

### Groupe Express-Expansion
- Groupe Express-Expansion, acquis par la Socpresse pour 230 millions d'euros auprès de Vivendi Universal en septembre 2002[1], regroupait les magazines[8] : 
  - L'Express, L'Express Magazine, Lire, Maison Française, Maison Magazine.
  - L'Expansion, La Lettre de l'Expansion, Le Tableau de bord, L'Expansion Management Review, La Vie financière, L'Entreprise, Le Cercle de l'Expansion
  - Mieux vivre votre argent, La Lettre de la bourse
  - Le Vif/L'Express (50 %[6]), ces titres sont cédés à 35 % en novembre 2005, puis à 100 % juin 2006 à Roularta pour devenir Groupe Express-Roularta.
  - Classica, cédés au groupe Groupe Les Échos (LVMH)

### Groupe L'Étudiant
- Le Groupe L'Étudiant, acquis par la Socpresse en 2002 auprès de Vivendi Universal, regroupait les magazines[8] : 
  - L'Étudiant, La Lettre de L'Étudiant, Transfac L'Express, Lycée Mag
  - des guides spécialisés et annuaires (activités d'édition)
  - l'organisation de Salons de l'Étudiant (18 éditions dans 18 villes)
  - le site internet[6].

Ces titres sont cédés à 35 % en novembre 2005, puis à 100 % juin 2006 à Roularta pour devenir Groupe Express-Roularta.

### Autres magazines
- TV Magazine : intégré à 100 % au Groupe Figaro, le titre a fusionné avec TV Hebdo en 2009 (70 % Groupe Figaro, 30 % Lagardère Active), puis le Groupe figaro a racheté en octobre 2012 les 30 % détenus par Lagardère Active[17]
- Version Femina (50 % Socpresse, 50 % Lagardère Active) a été cédé par le Groupe Figaro en octobre 2012 à Lagardère Active[17]
- Paris-Turf, cédés en avril 2005 au groupe Turf Éditions[18]

### Presse étrangère
Le 11 novembre 1994, la Socpresse a revendu sa participation de 52 % dans son fleuron tchèque, le grand quotidien pragois Mladá Fronta Dnes, premier quotidien national tchèque, au groupe de presse allemand Rheinische Post. La Socpresse détenait aussi une participation de 40 % dans le Groupe Rossel propriétaire du quotidien belge Le Soir (Bruxelles) et le groupe belge Sudpresse (six quotidiens régionaux), cédé en février 2006, avec le Groupe La Voix (67,6 % Socpresse, 32,4 % Rossel). La Socpresse détenait également 1 % dans le groupe italien Poligrafici Editoriale, qui lui-même détenait 30 % de France-Soir.

## Impression
La Socpresse détenait les imprimeries Roissy Print et Midi Print

## Direction
- Groupe Hersant
- Robert Hersant
- Yves de Chaisemartin
- Serge Dassault[14]